# Sh2-66
Sh2-66 (nota anche come RCW 176) è una nebulosa a emissione visibile nella costellazione dell'Aquila.
Si individua nella parte sudoccidentale della costellazione, circa 3° a NNW della stella α Scuti; si estende per circa 7 minuti d'arco in direzione di una regione della Via Lattea fortemente oscurata dalle nubi di polveri costituenti la Fenditura dell'Aquila. Il periodo più indicato per la sua osservazione nel cielo serale ricade fra giugno e novembre; trovandosi a soli 2° dall'equatore celeste, può essere osservata indistintamente da tutte le regioni popolate della Terra.
Si tratta di una regione H II situata probabilmente sul Braccio Scudo-Croce, alla distanza di quasi 3800 parsec (12300 anni luce); la responsabile della sua ionizzazione sarebbe una gigante blu di classe spettrale O9.5III, catalogata come LS IV -02 16. La regione cui questa nebulosa appartiene è probabilmente un sito attivo di formazione stellare, come è evidenziato dalla presenza della sorgente di radiazione infrarossa IRAS 18427-0210 e dalla radiosorgente alle coordinate galattiche 30.460+00.412; secondo il catalogo Avedisova a questa regione sarebbe legata anche la nube molecolare SYCSW 744, individuabile alla lunghezza d'onda del CO.